# Katt Williams
Micah Sierra Katt Williams Jr. dit Katt Williams, né le 2 septembre 1971, est un acteur, humoriste et rappeur américain.

## Carrière
Il est notamment connu pour avoir incarné Bobby Shaw, le pire ennemi de Michael Richard Kyle Sr. dans la série Ma famille d'abord dans la saison 5.

## Filmographie

### Cinéma
- 2002 : Friday After Next de Marcus Raboy (en) : Money Mike
- 2003 : Dumb and Dumberer : Quand Harry rencontra Lloyd de Troy Miller : un voisin (non crédité)
- 2007 : Norbit de Brian Robbins : Lord Have Mercy
- 2008 : Le Gospel du bagne de David E. Talbert : Rickey
- 2013 : Scary Movie 5 de Malcolm D. Lee : le prêtre
- 2017 : Father Figures de Lawrence Sher : l'auto-stoppeur

### Télévision
- 2004 - 2005 : Ma famille d'abord de Don Reo et Damon Wayans : Bobby Shaw (saison 5)
- The boondocks :A PIMP NAMED SLICKBACK (saison 2-3)
- Atlanta : Oncle Darrell (Saison 1-2-3)
- 2018 : Black-ish de Kenya Barris : Perry (saison 5)

## Voix françaises
- Gérard Surugue dans Ma famille d'abord (série télévisée)
- Alexis Tomassian dans Friday After Next
- Philippe Bozo dans Norbit